# Lea & Perrins
Lea & Perrins es empresa fabricante de condimentos con sede en Worcester, Inglaterra, donde sigue funcionando.

## Historia
La empresa es conocida por su salsa Worcestershire que lleva su nombre, que se vendió por primera vez en 1837 por John Wheeley Lea y William Henry Perrins, quienes regentaban una droguerías en Broad Street, Worcester. Parte de una auténtica receta india, que han recibido de Arthur Hill, 2.º Baron Sandys que había servido en Bengala. Actualmente es producida en una fábrica situada en Midland Road, Worcester construida por Lea y por Perrins. Una filial en Nueva Jersey, Estados Unidos, fabrica una versión de la receta.[cita requerida] La salsa fue importada por primera vez a los Estados Unidos por la familia Duncan de Nueva York en 1839 que siguió involucrada durante más de un centenar de años.
En 2005, la empresa, que formaba parte de HP Foods, fue adquirida a Danone por Kraft Heinz. En octubre de ese año la Office of Fair Trading de Reino Unido trasladó la compra a la Comisión de la Competencia (Competition Commission), que aprobó la adquisición de 702 millones de euros en abril de 2006.

## Salsa Worcestershire

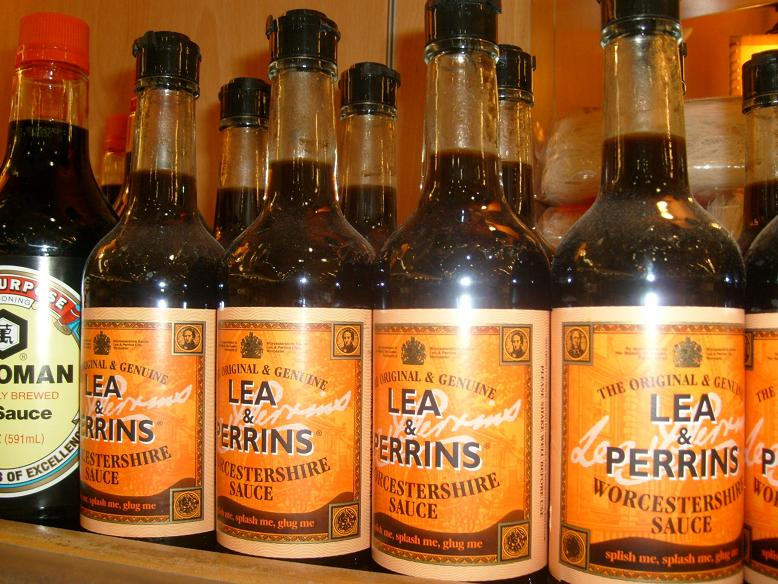
Botellas antiguas de Lea & Perrins

La salsa Worcestershire se produce actualmente en la fábrica de Midland Road en Worcester que fue construida por Lea y Perrins. Midland Road recibe el nombre del Midland Railway, la fábrica originalmente tenía vías de carga para proporcionar materias primas y para la distribución.
Las recetas de la salsa Worcestershire de Lea & Perrins de Reino Unido y Estados Unidos difieren ligeramente; la versión británica utiliza vinagre de malta , mientras que la versión estadounidense utiliza vinagre blanco destilado. Además, en Estados Unidos usaron hasta 2011 jarabe de maíz de alta fructosa, que fue sustituido a glucosa debido a cuestiones de salud. La versión del Reino Unido siempre ha utilizado azúcar. La versión de Reino Unido se vende en Australia y Canadá. Lea & Perrins utiliza una envoltura de papel distintiva para la versión vendida en los Estados Unidos. En el Reino Unido, la botella es bien conocido por los consumidores, tanto por su forma y por su etiqueta naranja y negra.
La receta exacta es un secreto, pero en 2009 se encontró un listado de ingredientes original del siglo XIX en un contenedor de basura de la fábrica que incluía vinagre, melaza, azúcar, sal, anchoas, extracto de tamarindo, cebolla y ajo, así como algunos otros ingredientes clave como clavo, salsa de soja, limones, pepinos y pimientos. Todos estos ingredientes son envejecidos en barricas por un mínimo de 18 meses.